# Grupo Roggio
El Grupo Roggio es un holding de compañías de la Argentina fundado en 1908 con negocios vinculados a la construcción, la gestión de residuos, el transporte urbano de pasajeros, la distribución y saneamiento de agua, tecnología, el entretenimiento y el turismo. 

## Composición
Benito Roggio fundó la empresa constructora Benito Roggio e Hijos en la provincia argentina de Córdoba opera en Argentina, Uruguay, Perú, Paraguay y Brasil.
El grupo creció a merced del Proceso de Reorganización Nacional siendo uno de los grupos económicos más beneficiados por la última dictadura cívico-militar: fue la empresa responsable de la construcción de ATC y el estadio Chateaux Carreras; la Central Térmica y los aeropuertos de Tucumán y Córdoba. Además, se sumó al negocio de la recolección de basura en la ciudad de Buenos Aires gracias a su relación con el intendente de facto, Osvaldo Cacciatore.En esos años la empresa hizo grandes negocios con la obra pública, incluyendo la construcción de la represa Yacyretá, señalado como uno de los casos de corrupción más grandes de la historia argentina.La íntima relación de Roggio y la dictadura duraría incluso hasta la democracia cuando siendo presidente del Club Talleres de Córdoba hizo nombrar como socios honorarios” del club al jefe del Tercer Cuerpo de Ejército Luciano Benjamín Menéndez y al gobernador Carlos Bernardo Chasseing, entre otros altos mandos militares de la Córdoba de la última dictadura.Su amistad personal con grupos antiperonistas y con Benjamín Menéndez que empezaba a tener cada vez más participación en la obra pública provincial y naciona, obtuvo del régimen de Jorge Rafael Videla dos de los más costosos emprendimientos del gobierno vinculados a la organización de la Copa del Mundo 79 el levantamiento del Estadio Córdoba y la construcción del edificio de Argentina Televisora Color (ATC).De los 517 millones de dólares estadounidenses de la época que el Mundial costó —más del cuádruple del costo de España para la organización de la edición de 1982— se ignora la administración, pues nunca se dispuso de un balance contable del mismo. La organización del campeonato tuvo un costo diez veces mayor previsto al inicio.El Mundial le salió a la Argentina unos 517 millones de dólares, 400 más que los pagados por España en la siguiente edición de 1982 y fue considerado como un "monumento a la corrupción".El primer presidente del comité fue asesinado en extrañas circunstancias días después de denunciar negociados del gobierno y los grupos constructores entre ellos Roggio.
En los años 2010 el grupo Roggio se vio involucrado en el mayor escándalo de corrupción de los últimos años en toda la región. El grupo Roggio integra el listado de las 100 empresas argentinas investigadas por la megacausa de las coimas de Odebrecht, en paralelo su dueño Aldo Roggio se encuentra procesado, tiene prohibida la salida del país y un embargo por 574 millones de pesos. En la investigación del caso conocido como Lava Jato, Odebrecht está entre sus principales protagonistas y algunos de sus ejecutivos condenados dieron información acerca de los sobornos pagados por más de 35 millones de dólares y distintos arreglos con funcionarios de gobierno y mecanismos de asociación con empresas locales para adjudicarse las obras.
Dueña de un conglomerado que opera en la ciudad de Buenos Aires entre ellas la gestión de residuos y rellenos sanitarios a través de Cliba y tecsan y Haug, empresa peruana que produce y monta estructuras metálicas  electromecánicas y metalmecánicas.
 Envairo
 En 1989 se expandió a Uruguay a través de la empresa Taym. En 2016 a raíz del caso Panamá Papers se encontró que  Roggio formó junto a sus hijos sociedades offshore para canalizar dinero en bancos de Suiza y Estados Unidos
Las compañías fueron abiertas en distintas guardias entre ellas Islas Vírgenes Británicas y tienen cuentas en Estados Unidos y Suiza. El empresario se desprendió de sus acciones en el grupo tras admitir el pago de sobornos y tras ser notificado para afrontar un juicio por coimas y defraudación por el caso Odebrecht.
El sector de transporte está integrado por Benito Roggio Transporte (BRT) –que opera en Buenos Aires, Córdoba, Río de Janeiro., Emova –desde 2021 a cargo del subterráneo y el premetro de Buenos Aires-, Metrovías –que maneja la línea Urquiza de trenes que une la Ciudad de Buenos Aires con parte del área metropolitana- y Benito Roggio Ferroindustrial (BRF), una planta de construcción y reparación de material rodante fundada en 2008.
También forma parte del grupo la empresa Aguas Cordobesas, para la potabilización, saneamiento y distribución del agua de la Ciudad de Córdoba.En Córdoba base del grupo opera en la provincia de Córdoba hoteles, casinos y salas de slots.

## Reconocimientos
En 2019 estuvo entre las cien empresas que integran el Monitor Empresarial de Reputación Corporativa MERCO del diario Clarín.
La revista Mercado incluyó al Grupo Roggio en el puesto 31 de su ranking de las empresas argentinas que más ventas generaron en 2019.